# Feinde
Feinde ist ein deutscher Propaganda-Abenteuerfilm von Viktor Tourjansky aus dem Jahr 1940.
Es handelt sich heute um einen Vorbehaltsfilm der Friedrich-Wilhelm-Murnau-Stiftung. Er gehört damit zum Bestand der Stiftung, ist nicht für den Vertrieb freigegeben, und darf nur mit Zustimmung und unter Bedingungen der Stiftung gezeigt werden.
Die Hauptrollen sind mit Brigitte Horney und Willy Birgel besetzt.

## Handlung
Unmittelbar vor dem Krieg 1939 gegen Polen legen polnische Arbeiter in einem deutschen Sägewerk, das sich in einem Waldgebiet nahe der Grenze befindet, die Arbeit durch einen Sabotageakt lahm. Antek führt die Gruppe der deutschfeindlichen Arbeiter an. Er hat ein Eisenstück in den Mechanismus der großen Säge geschoben. Man benötigt den Nachmittag, um angekommene Waffen in Empfang zu nehmen. Keith, der als Inspektor im Sägewerk arbeitet, deckt die Sabotage auf und verweist Antek des Sägewerkes. Sägewerksbesitzer Arnold Wegners Bedenken zerstreut er. Wegner fühlt instinktiv, dass sich eine gefährliche Stimmung zusammenbraut. Schon am Nachmittag desselben Tages bestätigt sich sein Gefühl, als bekannt wird, dass ein deutscher Siedler überfallen und erschlagen worden ist. Nachdem man seinen Hof geplündert hatte, wurde er niedergebrannt. Bewaffnete Männer haben sich inzwischen überall zusammengeschlossen, die Straßen zur Grenze besetzt und eine Hetzjagd auf die Volksdeutschen der Gegend gestartet. Die Behörden verschließen Augen und Ohren vor ihrem Treiben. Nun fasst auch die Familie Wegner den Entschluss, Polen über die nahe Grenze so schnell wie möglich zu verlassen.
Da Arnold Wegners 12-jähriger Sohn Paul mit dem Knecht Andreas zum Fischen gegangen ist, macht sich Keith zusammen mit Marianne Wegner, Pauls Schwester, auf die Suche nach ihm. In dieser Zeit brechen durch Antek aufgehetzte Männer auf dessen Betreiben in das Sägewerk ein und zerstören es nahezu vollständig. Viel schlimmer allerdings ist, dass sie Arnold Wegner erschlagen.
Als Keith zusammen mit Marianne und Paul Wegner und Andreas einige Zeit später am verabredeten Treffpunkt im Wald eintrifft, wo sich schon circa 200 deutsche Flüchtlinge versteckt halten, sieht er in ratlose Gesichter und übernimmt wie selbstverständlich die Führung der Gruppe. Als man an ein ausgedehntes Sumpfgebiet stößt, ist vorerst an ein Weiterkommen angesichts der eintretenden Nacht nicht zu denken. Keith weiß, dass die Verfolger ihnen auf der Spur sind. Zusammen mit Andreas will er im Schutz der Nacht die Lage erkunden, da er von einer Strecke weiß, die an einer deutschfeindlichen Schenke vorbei zur deutschen Grenze führt. Als sie die Schenke betreten, steht er der jungen Anna, deren Bekanntschaft er schon am Vormittag gemacht hatte, gegenüber. Beim zweiten Blick sieht er jedoch zu seinem großen Schrecken, dass die Männer, die die Deutschen verfolgen, ausgerechnet hier ihren Sammelplatz eingerichtet haben. Viele von ihnen sind angetrunken. Außer Anna kennt ihn niemand. Anna jedoch, die Stieftochter der deutschfeindlichen Wirtin, ist eine Volksdeutsche. Die junge Frau hat sich schon beim ersten Sehen in Keith verliebt und will ihm und auch den anderen Flüchtlingen helfen. Ihr inzwischen verstorbener Vater hatte ihr einst einen geheimen Pfad durch das Sumpfgebiet zur deutschen Grenze gezeigt. Um die Männer in Sicherheit zu wiegen, geht Anna auf die Werbung des wilden Jans, Anführer der Bande, ein. Keith weiß nicht, was er denken soll, und fängt an, an Anna zu zweifeln. Als dann auch noch Antek auf der Suche nach Keith, den er ganz besonders hasst, in der Schenke erscheint und Keith als Anführer der Volksdeutschen entlarvt, muss Anna handeln. Sie legt einen Brand, um die Bande zu verwirren, wobei auch ihre Waffen ein Opfer des Feuers werden. In dem allgemeinen Durcheinander gelingt es ihr, mit Keith zu fliehen und die Siedler durch den Sumpf zur deutschen Grenze zu führen. Ein gemeinsames Leben liegt nun vor Anna und Keith.

## Produktionsnotizen
Die Dreharbeiten für Feinde fanden vom 8. März bis in den Juni 1940 hinein in Prag statt. Als Produktionsfirma fungierte die Bavaria Filmkunst GmbH (München-Geiselgasteig – Herstellungsgruppe Carl W. Tetting). Die Produktionsleitung lag bei Carl W. Tetting. Die Bauten entstanden unter der Leitung von Julius von Borsody, Herbert Hochreiter und Alfred Metscher. Die Kostüme entwarf Ruth Wagner.
Die Uraufführung des Films fand am 7. November 1940 im Capitol in Berlin statt.

## Kritik
Nach dem Ende des Zweiten Weltkrieges wurden alle Kopien des Films vom Oberkommando der alliierten Siegermächte beschlagnahmt und die Aufführung unter Verbot gestellt. Heute beansprucht die Friedrich-Wilhelm-Murnau-Stiftung die Auswertungsrechte. Der Film wurde wegen seines dem Gedanken der Völkerverständigung widersprechenden Inhalts als Vorbehaltsfilm eingestuft. Seine öffentliche Aufführung ist seitdem nur eingeschränkt möglich.
Die Schilderungen von Repressionen gegen deutsche Bürger durch Polen sollten den Krieg gegen Polen moralisch rechtfertigen.